# Адинкра
Адинкра — набор пиктографических символов, традиционных для группы народов ашанти. Каждый символ представляет собой понятие или афоризм. Символы адинкра часто используются на местных тканях и керамических изделиях, производящихся и распространяющихся среди аканских народов в государствах Гана и Кот-д'Ивуар. Также эти символы часто изображаются на стенах или архитектурных сооружениях как орнамент. Символы наносятся на ткань при помощи штампов, вырезанных из дерева.
Среди народов ашанти символы пользуются широкой известностью и являются частью местной культурно-этнической идентичности.